# Stadtprozelten
Stadtprozelten est une ville de Bavière (Allemagne), située dans l'arrondissement de Miltenberg, dans le district de Basse-Franconie.

## Personnalités liées à Stadtprozelten
- Georg Anton von Stahl (1805-1870), un théologien allemand, évêque de Wurtzbourg de 1840 à 1870
- Fritz Halberg-Krauss (1874-1951), peintre né à Stadtprozelten
- Gustav Richter (1913-1997), membre de la SS né à Stadtprozelten

## Galerie

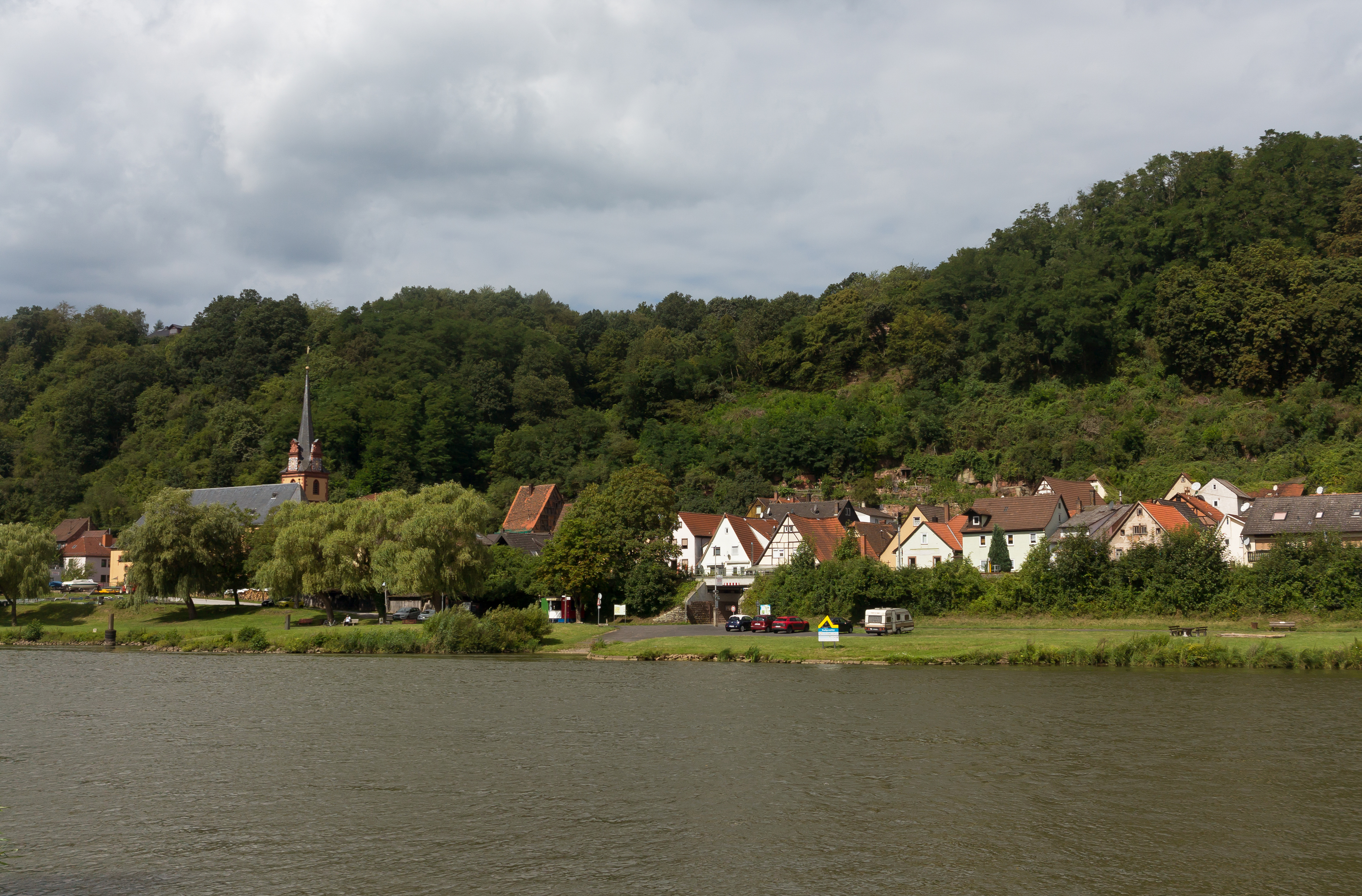
Stadtprozelten, vue sur la ville

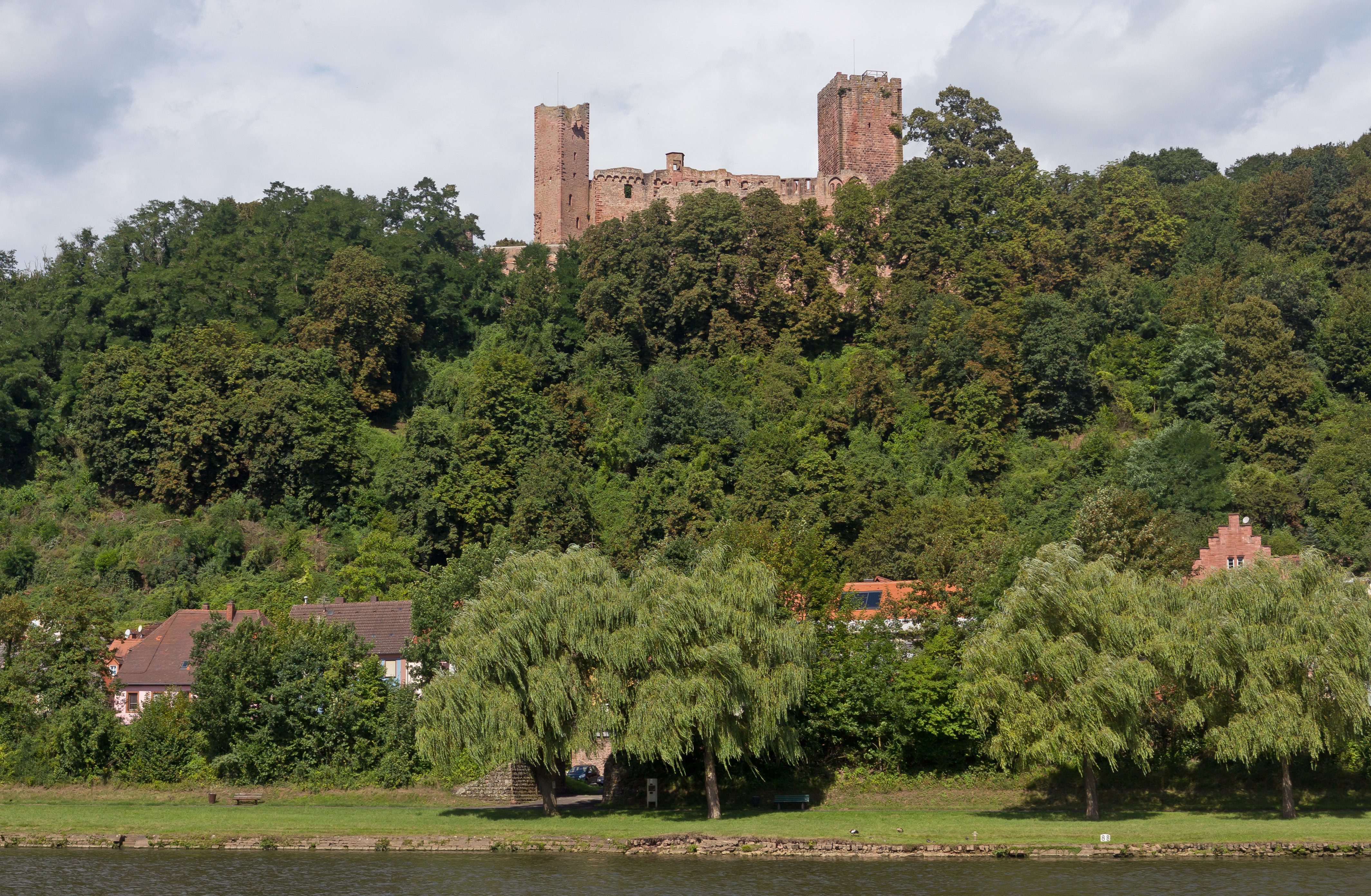
Ruine: Burgruine Henneburg